# Alfonso Rubbiani
Alfonso Rubbiani (Bologna, 3 ottobre 1848 – Bologna, 26 settembre 1913) è stato un restauratore e letterato italiano.

## Biografia
Nasce a Bologna il 3 ottobre 1848 da Vincenzo Rubbiani, magistrato, e Letizia Fanti. Cresce in una famiglia fortemente cattolica, tanto da essere nel 1867 tra i fondatori, con Giovanni Acquaderni e Mario Fani della Società della Gioventù Cattolica Italiana, che diventerà l'Azione Cattolica.
Studia dapprima a Reggio Emilia, presso il collegio dei Gesuiti, e poi a Bologna, per diventare notaio; ma nel 1870 abbandona i libri per recarsi a Roma, arruolandosi nell'esercito papalino per tentare, con altri volontari, di ostacolare l'avanzata delle truppe piemontesi.
Dopo l'avventura romana rientra a Bologna, dove non completerà mai gli studi: si dedica infatti attivamente al giornalismo, scrivendo e dirigendo vari giornali vicini al movimento cattolico e dimostrando un nascente interesse verso il restauro dei monumenti suscitato dai lavori di Giuseppe Modonesi per il completamento, in stile neogotico, della facciata della chiesa di San Martino.
Nel 1879 inizia l'esperienza di amministratore in qualità di assessore a Budrio, distinguendosi per il sostegno dato al progetto di linea ferroviaria tra Bologna, Budrio e Portomaggiore e per la consulenza storica nell'ambito dei restauri al palazzo municipale. Nel corso dello stesso anno diventerà segretario della sezione Bolognese del Club Alpino Italiano.
Nel 1882 viene coinvolto dal conte Francesco Cavazza nei lavori di restauro del castello di San Martino in Soverzano, nei pressi di Minerbio, assieme a Corrado Ricci e all'architetto Tito Azzolini.
Gli interventi comportarono la rimozione delle aggiunte barocche al nucleo quattrocentesco dell'edificio e nuovi interventi decorativi, in gran parte di carattere araldico, compiuti sulla base di una descrizione cinquecentesca del Bombello.
Sempre con Tito Azzolini partecipa nel 1886 alla ricostruzione del Palazzo dei Capitani della Montagna di Vergato, mentre, a partire dallo stesso anno e questa volta in collaborazione con l'architetto Edoardo Collamarini, assume la direzione artistica del restauro della chiesa di San Francesco a cui si sarebbe sommata la ricomposizione delle adiacenti tombe monumentali dei glossatori.
Attorno alla sua figura, oramai carismatica, si costituisce una vera e propria compagnia di moderni artieri, la Gilda di San Francesco, cui saranno affidati i lavori artistici sia nella basilica bolognese, sia in quella di Sant'Antonio a Padova.
Sulla base di questa esperienza fonderà nel 1898 l'Aemilia Ars assieme al conte Francesco Cavazza, una manifattura artistica che, sull'esempio dell'Arts and Crafts Movement di William Morris, produsse molteplici oggetti d'uso quotidiano (pizzi, mobilia, gioielli, tipografia) di raffinata esecuzione.
Tra 1889 e 1899 affronta i restauri della facciata del palazzo della Mercanzia, dell'oratorio quattrocentesco dello Spirito Santo a Bologna, dove reintegra molte delle formelle in terracotta del prospetto, e quelli per il castello bentivolesco di Ponte Poledrano a Bentivoglio, una borgata a nord di Bologna, in cui rimaneggia le strutture esistenti proponendo numerose integrazioni e ricostruzioni.
Nel 1893 figura tra i soci fondatori dell'Associazione artistica bolognese Francesco Francia
Nel 1899 sempre assieme all'amico Conte Cavazza fonda il Comitato per Bologna Storica e Artistica, tuttora attivo, con lo scopo di promuovere il restauro e la conservazione dei beni architettonici della città. Tra gli altri, il Comitato condusse il restauro della casa Ricci-Curbastro (1903), della casa medievale di via Begatto (1903), delle case Beccadelli, Bovi e Tacconi in via Santo Stefano (1904) e del palazzo Sanuti-Bevilacqua (1907).
Rubbiani fu il regista dei restauri di molti degli edifici monumentali nella piazza Maggiore, tra cui il palazzo di Re Enzo (1905) e il palazzo dei Notai (1906). Il più tardo progetto per restaurare il complesso del palazzo del Podestà-Re Enzo (1908-1912) fu oggetto di aspre critiche da parte di Giuseppe Bacchelli, che comportarono la sospensione dei lavori.
Assieme all'ingegner Gualtiero Pontoni presentò progetti urbanistici per un viale di collegamento tra la Piazza Cavour e i Giardini Margherita (1904) e per l'area centrale già del Mercato di Mezzo (1909), dove propose un misurato piano di salvaguardia del tessuto medievale contro gli sventramenti in atto.
È da ricordare la sua battaglia contro l'abbattimento delle mura cittadine e la mole di scritti e ricerche che a questo riguardo egli ha lasciato.
Muore a Bologna il 23 settembre 1913. È sepolto a Bologna, presso la Cappella della Pace della Basilica di San Francesco.

## Progetti e restauri notevoli

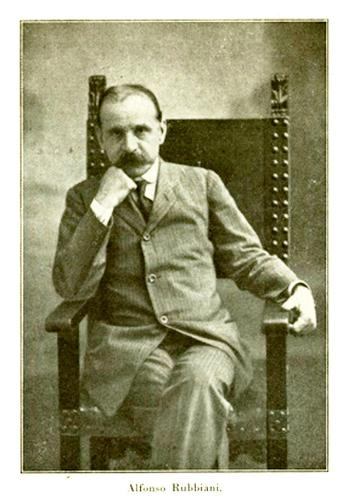

- Castello di San Martino in Soverzano o dei Manzoli, Minerbio
- Oratorio dello Spirito Santo, Bologna
- Castello di Ponte Poledrano, Bentivoglio
- Basilica di San Francesco, Bologna
- Facciata della Basilica di San Domenico, Bologna
- Tombe dei Glossatori, Bologna
- Palazzo della Mercanzia, Bologna
- Palazzo dei Notai, Bologna
- Palazzo Re Enzo, Bologna
- Palazzo Sanuti Bevilacqua, Bologna
- Progetto per un viale di collegamento tra Piazza Cavour e i Giardini Margherita, Bologna
- Progetto per una via fra le due torri e le piazze centrali e fra le piazze centrali e la stazione, Bologna
- Progetto per il completamento della facciata della Basilica di San Petronio, Bologna